# Elena Kolesnitschenko
Elena Kolesnitschenko (* 26. Dezember 1981 in Charkow) ist eine ukrainische Pianistin. Sie ist vor allem Interpretin der Werke Ludwig van Beethovens.

## Leben
Im Alter von sieben Jahren bekam Kolesnitschenko erstmals Klavierunterricht. Nach ihrer Schulausbildung in den Spezial-Musikschulen für hochbegabte Kinder in Charkow und Moskau setzte sie ihr Studium an der Hochschule für Musik und Theater in Hannover bei Vladimir Krainev und Hatto Beyerle fort.
Ihre internationale Karriere begann Elena Kolesnitschenko 1990 bei Konzerten der UNO in New York sowie in der Residenz des Papstes im Vatikan. Sie nahm an den Salzburger Festspielen, dem Verbier Festival, dem Colmar International Festival und dem Braunschweig Classix Festival teil. Zudem spielte sie u. a. mit dem Russischen Nationalorchester, dem Kammerorchester Moskauer Virtuosen, der Filarmonica Banatul (Rumänien), Klassische Philharmonie Bonn und dem Collegium Musicum Basel. Hinzu kamen Konzerte beim Wiener Musikverein, in Palau de la Musica Barcelona, in Moskauer Konservatorium und im Großen Saal der Kölner Philharmonie. Als Kammermusikerin arbeitete sie unter anderem mit Vladimir Spivakov, Vladimir Krainev, Dmitry Aschkenasy und Maxim Rysanov zusammen. Mit der deutschen Sopranistin Cecilia de Maizière bildet sie ein festes Lied-Duo.

## Diskographie
Elena Kolesnitschenko wirkte bei CD-Produktionen unter anderem mit Arcadi Volodos mit, hinzu kommen Rundfunk- und Fernsehproduktionen.
Unter anderem veröffentlichte sie die CD Beethoven/Thalberg mit Werken von Beethoven und Thalberg und Die Kunst der Variation mit Werken von Sergei Rachmaninow, Felix Mendelssohn Bartholdy und Robert Schumann.

## Film
Im Jahr 2000 spielte Elena Kolesnitschenko eine der vier Hauptrollen in dem Dokumentarfilm Russlands Wunderkinder (WDR/ARTE/Filmstiftung NRW) von Irene Langemann. Im April 2010 kam die Fortsetzung Die Konkurrenten in die Kinos. Die Reihe setzt sich mit der Ausbildung russischer „Wunderkinder“, aber auch ihren Schwierigkeiten und Erfolgen im Erwachsenen-Alter auseinander.